# لامبایزیس
لامبایزیس (به عربی: لامبایزیس) یک شهرداری در الجزایر است که در استان باتنه واقع شده‌است.

## نگارخانه

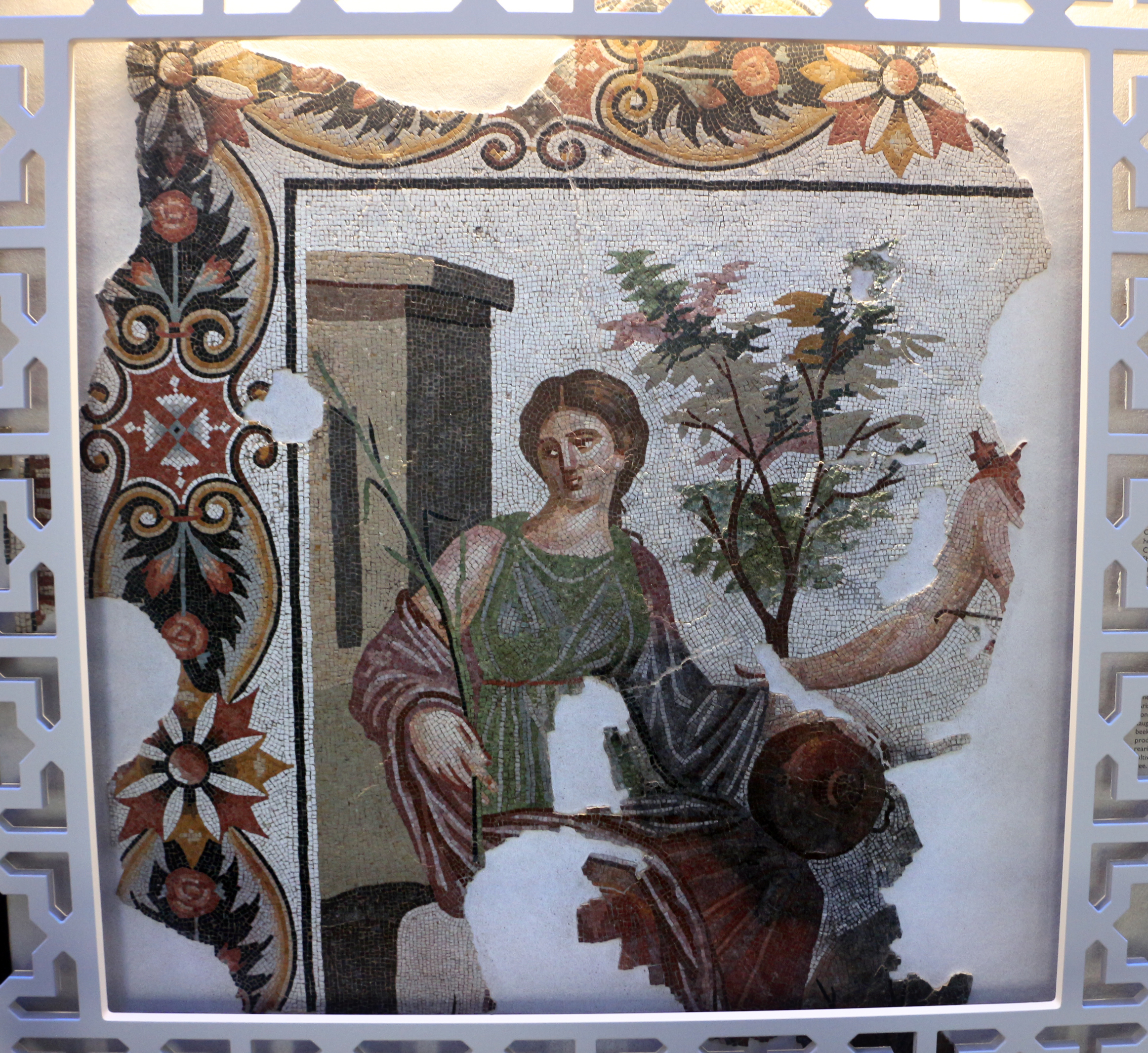
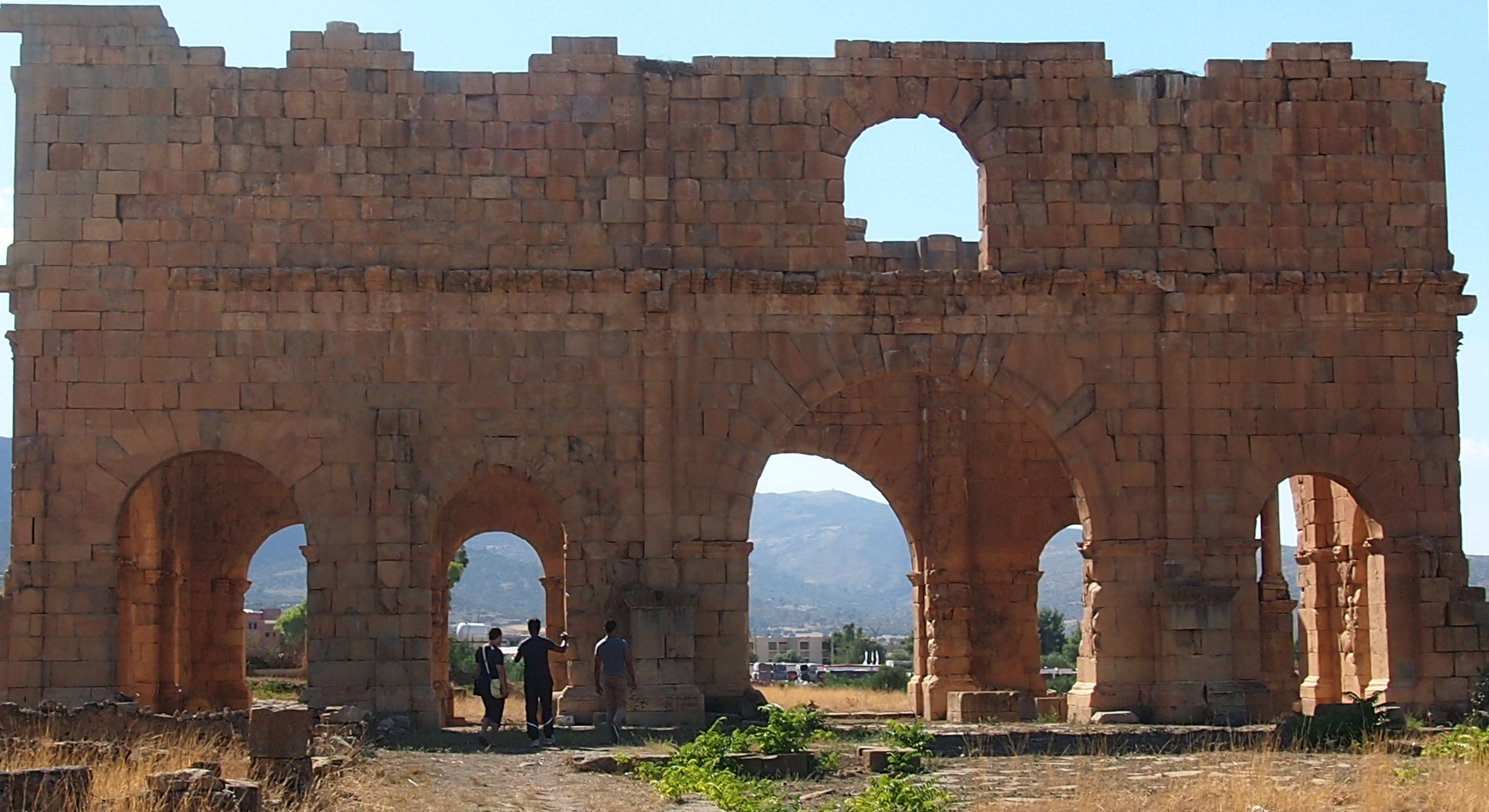
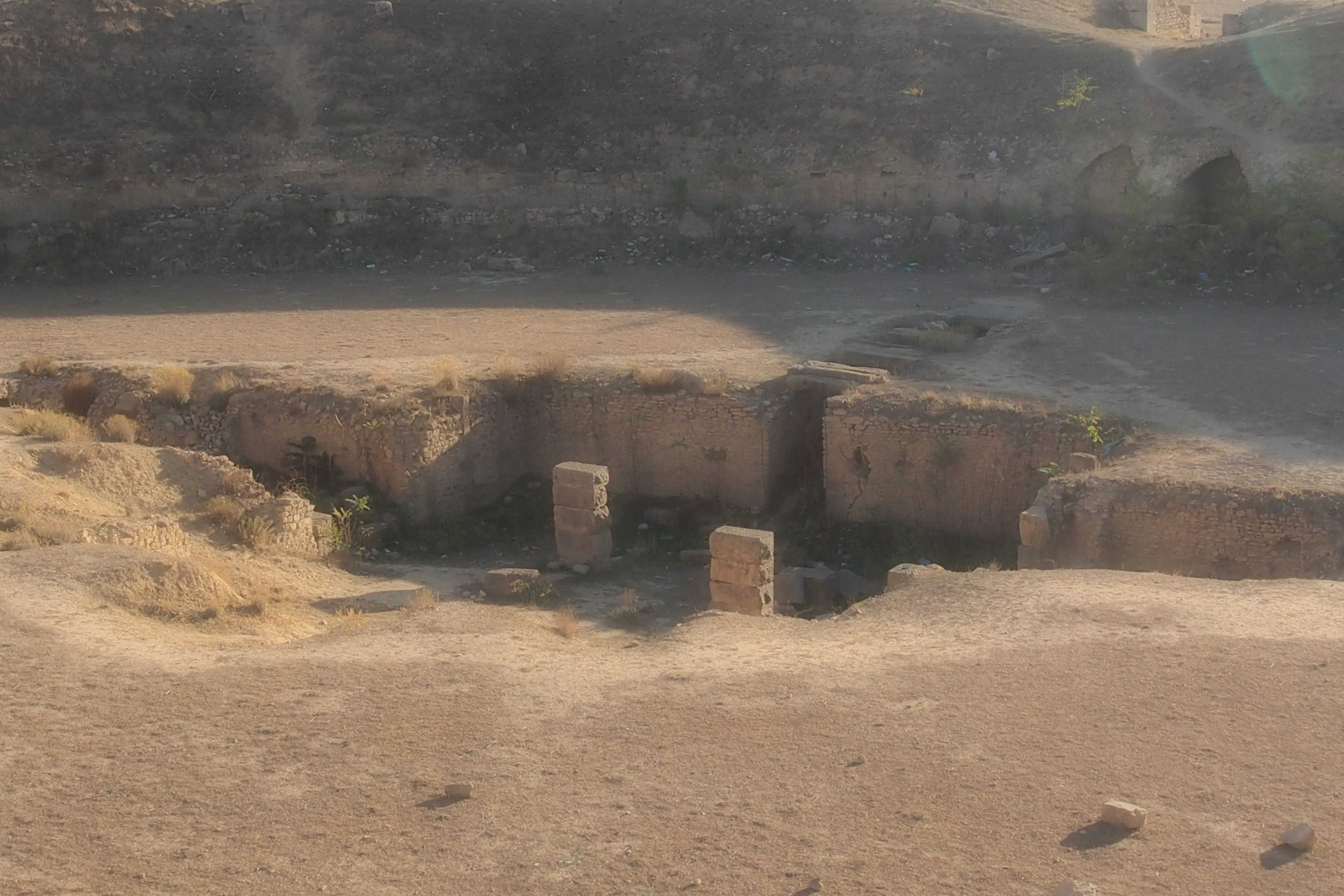
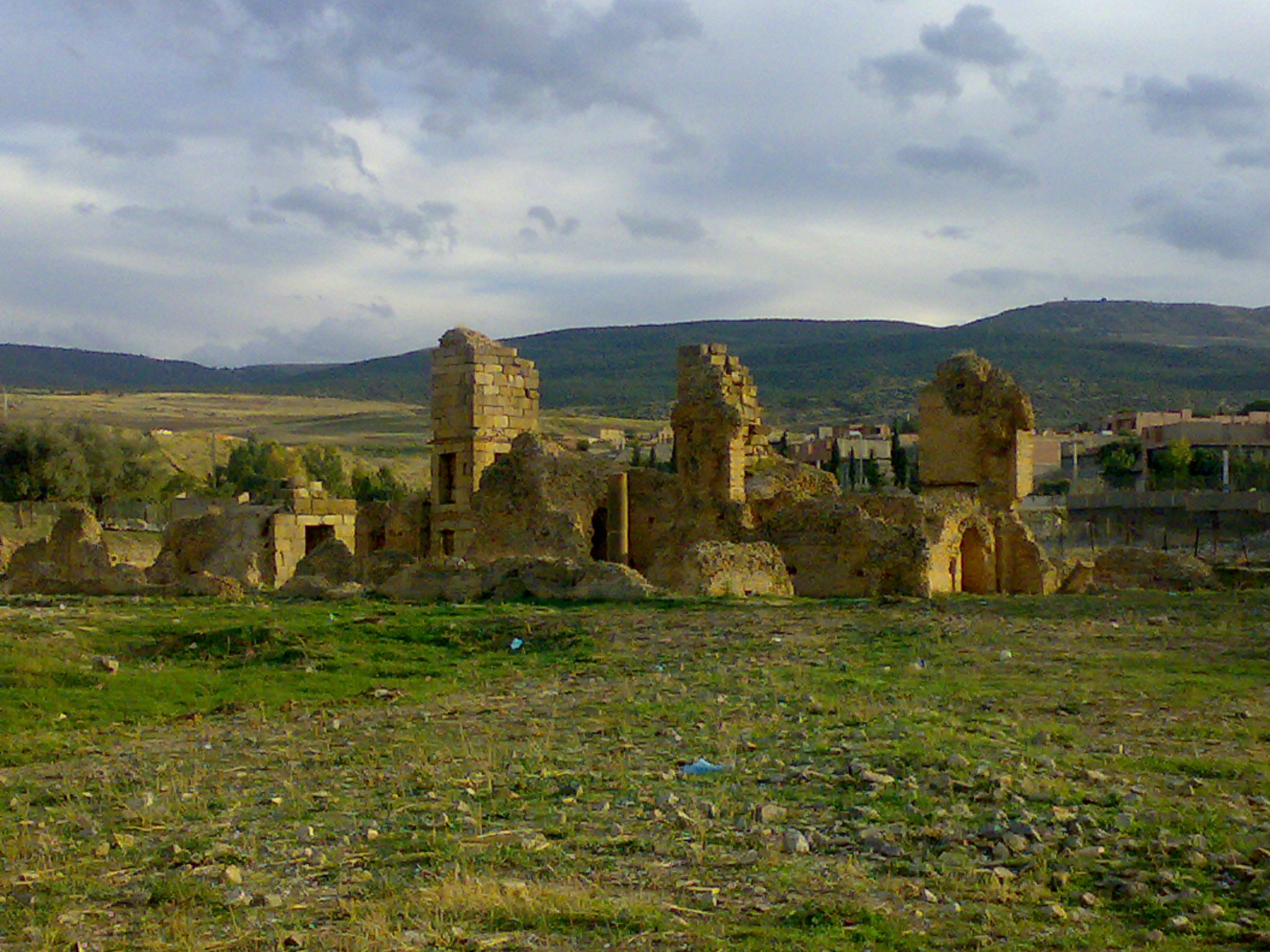
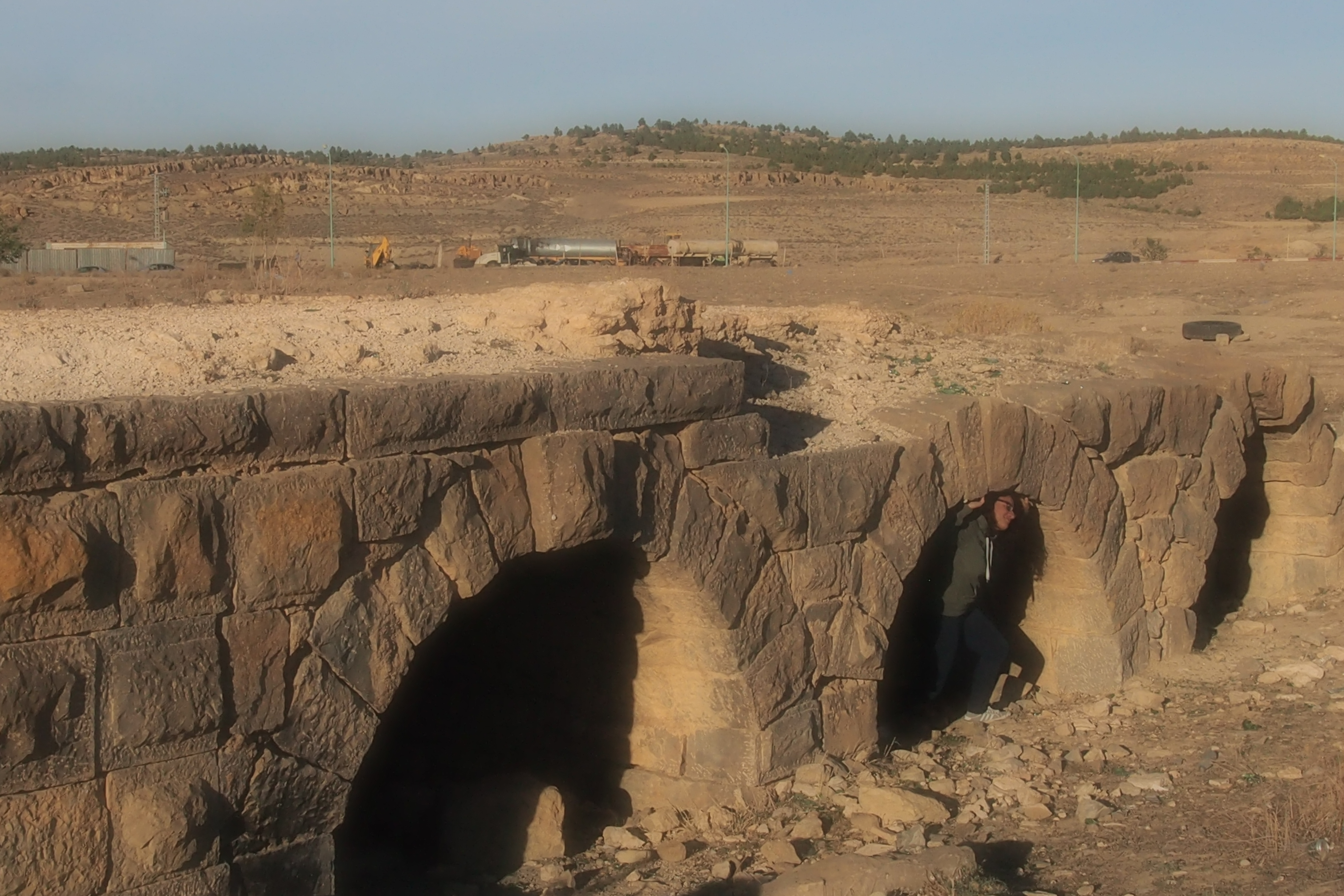
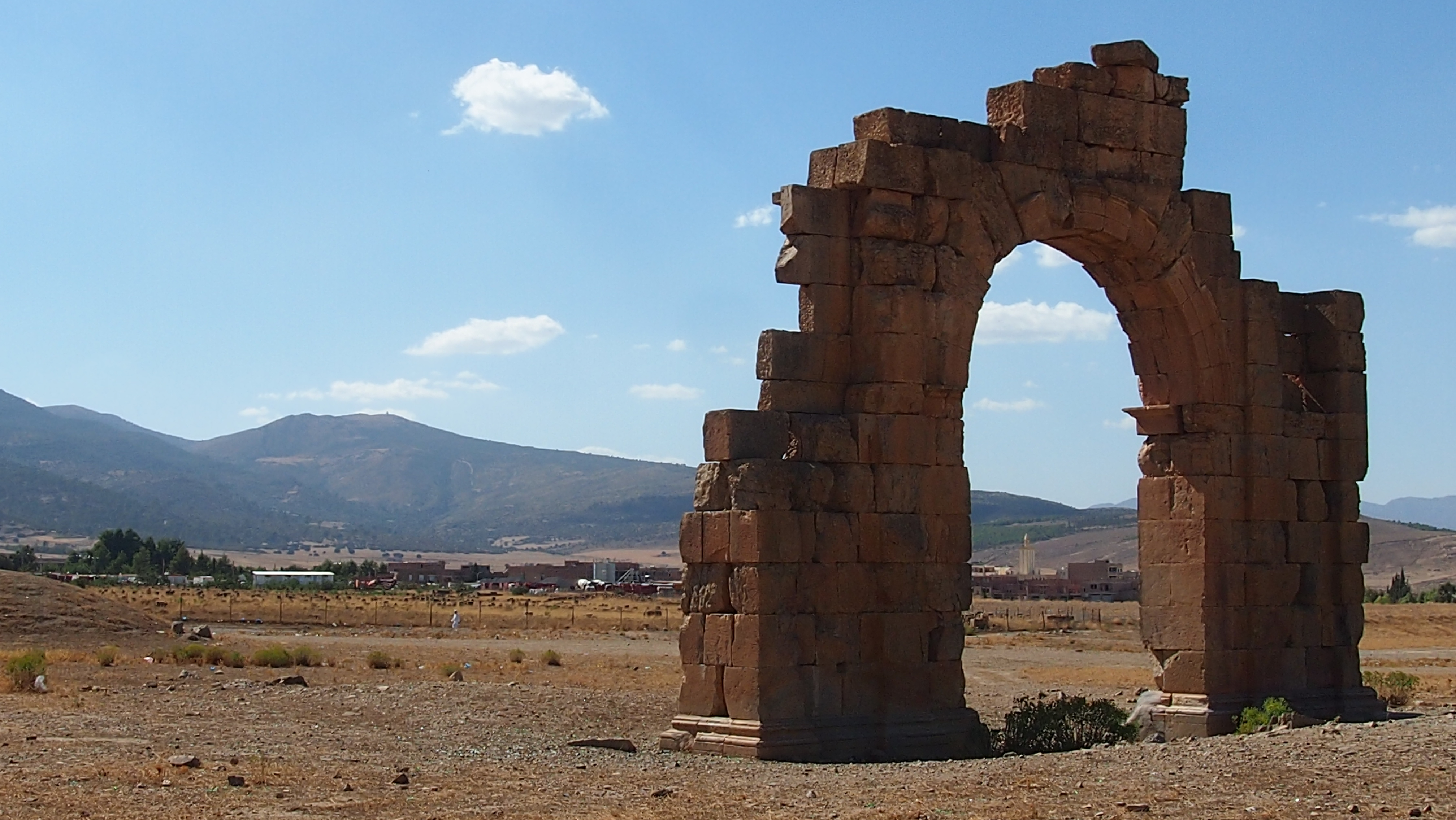
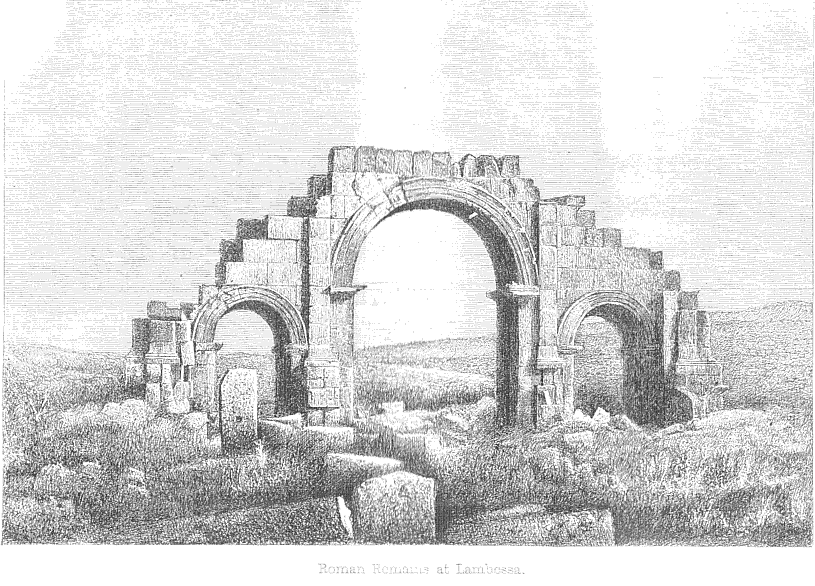